# Ерік Лонніс
Ерік Лонніс Боланьйос (ісп. Erick Lonnis Bolaños; 9 вересня 1965, Сан-Хосе) — колишній коста-риканський футболіст, воротар.

## Клубна кар'єра
Ерік Лонніс найбільших успіхів домігся, виступаючи за коста-риканський клуб «Сапрісса». У його складі він тричі ставав чемпіоном країни і двічі вигравав Лігу чемпіонів КОНКАКАФ. Один сезон воротар провів в іншій популярній коста-риканській команді «Алахуеленсе».
Тривалий час у своїй країні він вважався найкращим спеціалістом по відбиттю 11-метрових ударів.

## Міжнародна кар'єра
Лонніс протягом кількох років був основним воротарем збірної Коста-Рики. За неї він дебютував 13 грудня 1992 року в матчі проти збірної Сент-Вінсент і Гренадин.
На початку 2000-х років він оголосив про відхід з національної команди через важку травму коліна. Але на прохання тодішнього наставника «тікос» Алешандре Гімарайнса Лонніс на деякий час повернувся в збірну. Він був основним воротарем на чемпіонаті світу 2002 року. Після закінчення «мундіалю» воротар остаточно покинув збірну Коста-Рики. Через рік Ерік Лоннис завершив свою футбольну кар'єру.

## Досягнення

### У клубах
- Чемпіон Коста-Рики (3): 1993/94, 1994/95, 1998/99
- Переможець Ліги чемпіонів КОНКАКАФ (2): 1993, 1995
- Фіналіст Міжамериканського кубка (2): 1993, 1995
- Володар Клубного кубка UNCAF (1): 1998

### У збірній
- Переможець Кубка центральноамериканських націй: 1997, 1999
- Срібний призер Золотого кубка КОНКАКАФ: 2002
- Бронзовий призер Золотого кубка КОНКАКАФ: 1993